# Baffininsel
Die Baffininsel, auch Baffinland, (englisch Baffin Island, Inuktitut ᕿᑭᖅᑖᓗᒃ, Qikiqtaaluk) ist die größte Insel des Kanadisch-Arktischen Archipels. Mit einer Ausdehnung von 507.451 km², etwa 1600 km Länge und zwischen 200 und 700 km Breite ist sie die fünftgrößte Insel der Erde. Sie ist nach dem englischen Seefahrer und Entdecker William Baffin benannt.

## Topografische Beschreibung

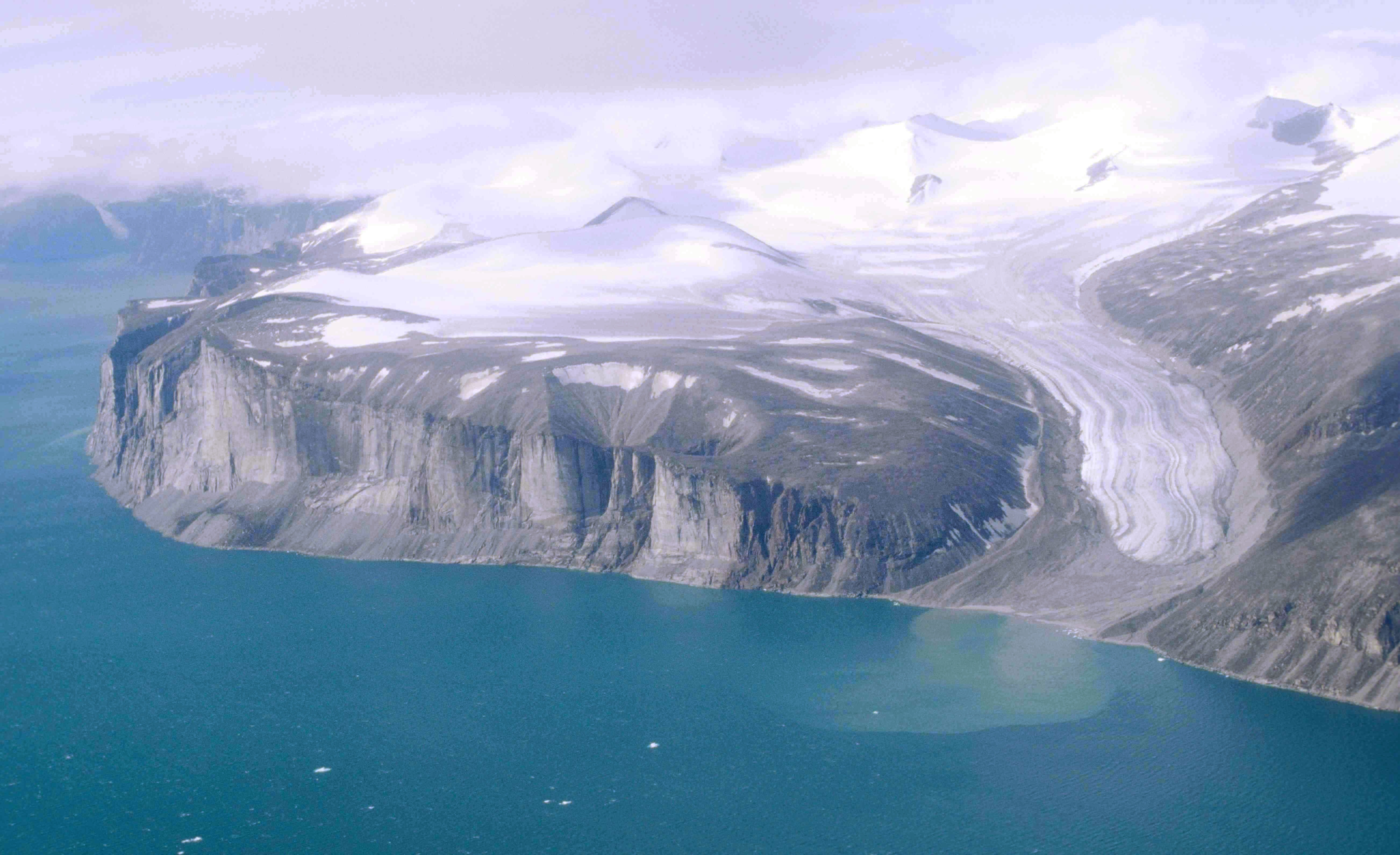
Gletscherzunge im Sam Ford Fjord an der Ostküste der Baffininsel

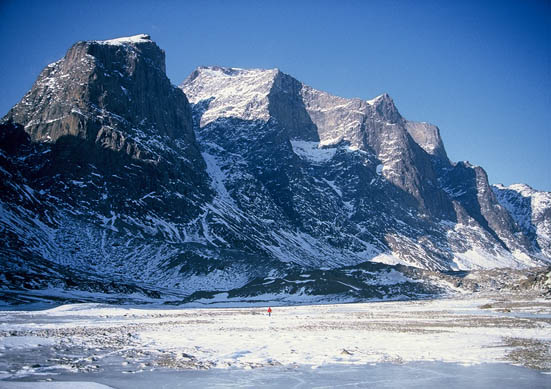
Mount Odin, höchster Berg der Baffin-Insel

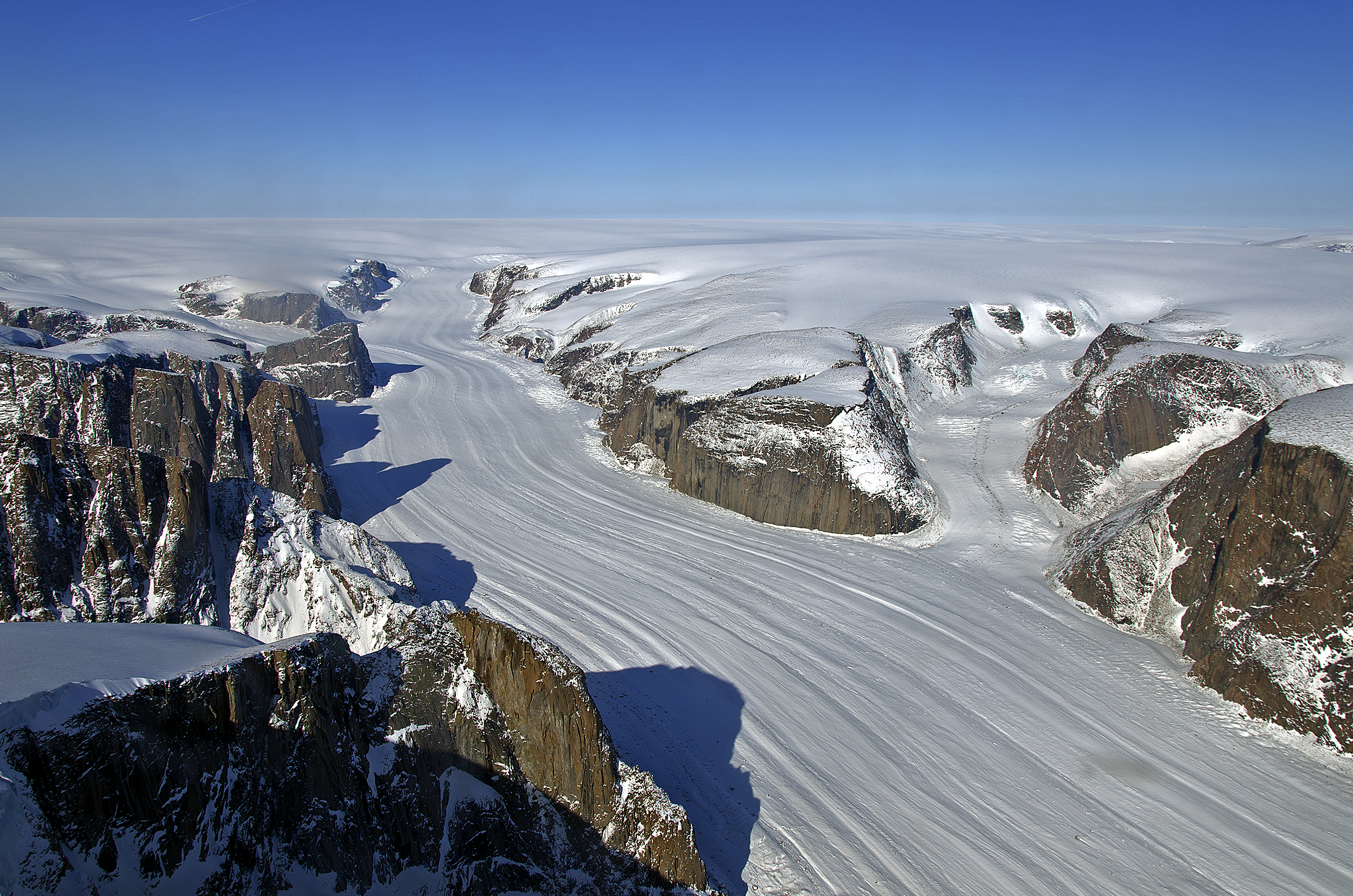
Ein Auslassgletscher der Penny-Eiskappe

Die zum Gebiet des kanadischen Territoriums Nunavut gehörende Baffininsel liegt nördlich der Provinz Québec und westlich von Grönland. Der geringste Abstand zum kanadischen Festland besteht gegenüber der Melville-Halbinsel, von der die Baffininsel nur durch die schmale, an ihrer engsten Stelle etwa 2 km breiten Fury-und-Hecla-Straße getrennt ist.
Die Nordostseite der Insel ist überwiegend gebirgig (Baffin Mountains, Teil der Arktischen Kordillere) und stark vergletschert. Die im Südosten gelegene Penny-Eiskappe, ein Relikt der letzten Eiszeit und Teil des Auyuittuq-Nationalparks, erhebt sich bis auf knapp 2100 m Höhe. Der Westen und der Nordwesten bestehen aus glazial geformtem Tiefland mit den typischen abgeschliffenen Felshöckern des kanadischen Schilds und sind von Gletscherschuttflächen und Tundren bedeckt.
Die Baffininsel ist stark zerklüftet und zeigt durch ihre zahlreichen Buchten, Meeresarme, Fjorde und Halbinseln einen unverkennbaren Umriss: Im Norden ist die Brodeur-Halbinsel durch einen langgezogenen Meeresarm, gebildet aus Admiralty Inlet mit anhängendem Berlinguet Inlet, einerseits und eine tief ins Inselinnere dringende Meeresbucht, die Bernier Bay, andererseits fast ganz von der eigentlichen Insel getrennt. Die gebirgige Südostküste ist durch zahlreiche Fjorde geprägt. Im Südwesten führt eine ähnlich schmale Landbrücke zur Foxehalbinsel, und im Süden wird die Meta-Incognita-Halbinsel durch die Frobisher-Bucht geformt. Der breite und tief einschneidende Cumberland Sound und der Nettilling Lake gestalten auch das am Polarkreis gelegene südliche Zentrum der Insel zu einer Landenge. Der Nettilling Lake entwässert über den Koukdjuak in das westlich gelegene Foxe Basin. Südlich von ihm liegt mit dem Amadjuak Lake ein weiterer großer See.

## Bewohner

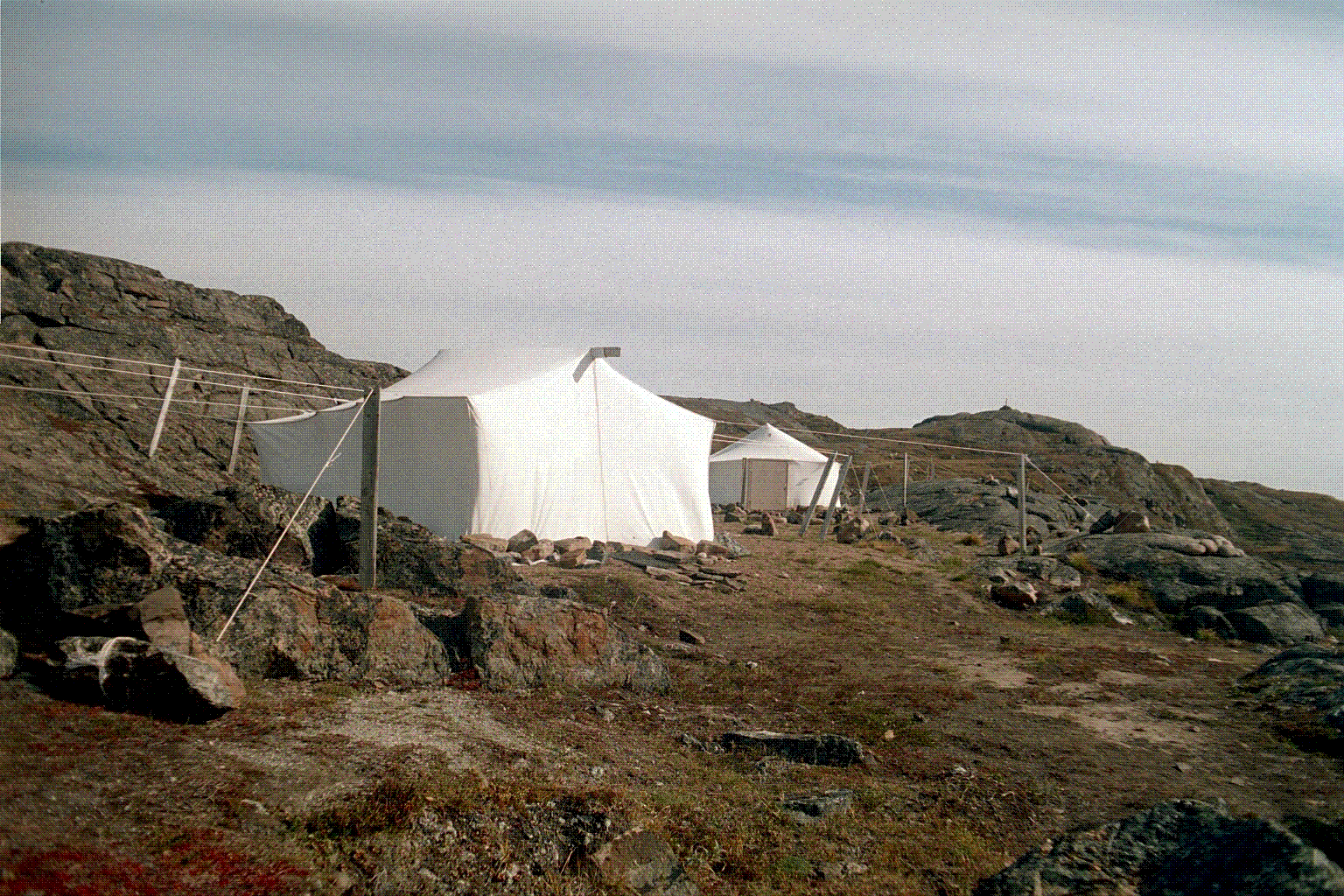
Inuit-Camp im Sylvia-Grinnell-Territorialpark bei Iqaluit

Die Baffininsel ist Teil der Nunavut-Region Qikiqtaaluk (Baffin). Auf der Insel selbst leben 13.039 Menschen (Stand Zensus 2021), überwiegend Inuit, in sechs an den Küsten gelegenen Inuit-Siedlungen. Iqaluit, mit etwa 7000 Einwohnern die Hauptstadt und größte Stadt des am 1. April 1999 gebildeten Territoriums Nunavut, liegt im Südosten. Auf unmittelbar vorgelagerten kleinen Inseln befinden sich zwei weitere Siedlungen: Kinngait im Südwesten und Qikiqtarjuaq im Osten.
Bei den Inuit auf der Baffininsel handelt es sich um Nachkommen der Thule-Menschen. Im Norden lebt der Stamm der Iglulik, an der Ostküste leben die südlichen Baffininsel-Inuit, die mit denen in Labrador verwandt sind. Außerdem leben einige Métis auf der Insel.

## Geschichte
Wahrscheinlich handelt es sich bei der Baffininsel um das von den Wikingern so bezeichnete Helluland. Nicht belegbar ist, dass sie in dem unwirtlichen Land Siedlungen errichteten. Vermutlich war es allerdings eine Durchgangs- und Handelsstation auf der Seereise von der grönländischen Westsiedlung nach Labrador und weiter nach Neufundland.

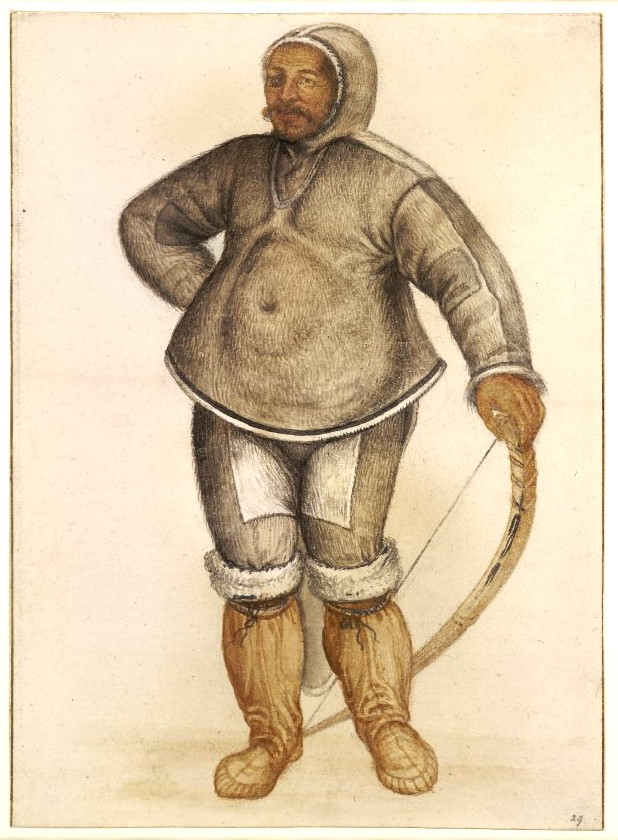
Der Inuit Kalicho, der mit zwei anderen nach London verschleppt wurde

Im Tanfield Valley im Südwesten der Baffininsel fand die kanadische Archäologin Patricia Sutherland 2012 Überreste europäischer Ratten sowie Wetzsteine mit mikroskopischen Fragmenten von Metallen, Garn aus Schafwolle und andere Artefakte, die denen der Wikinger auf Grönland ähneln sollen. Sie nimmt an, dass es sich um eine Handelsstation der Wikinger um 1300 handelte. Allerdings wurden einige der Objekte mittels Radiokarbonmethode auf frühere Jahrhunderte datiert; sie könnten also auch im Rahmen noch weiter zurückreichender Handelsbeziehungen dorthin gelangt sein. Andere Experten bezweifeln die Deutung der Artefakte insgesamt; sie halten den Ort für eine Niederlassung der Dorset-Kultur. Auch im Canadian Museum of Civilization in Gatineau (Quebec) soll sich laut Sutherland Garn aus Schafwolle befinden, das man dort für Tiersehnen hielt. Bereits früher hatte der US-Archäologe Moreau Maxwell im Tanfield Valley eine Hausruine aus Stein und Grassoden mit runenähnlichen Zeichen entdeckt.

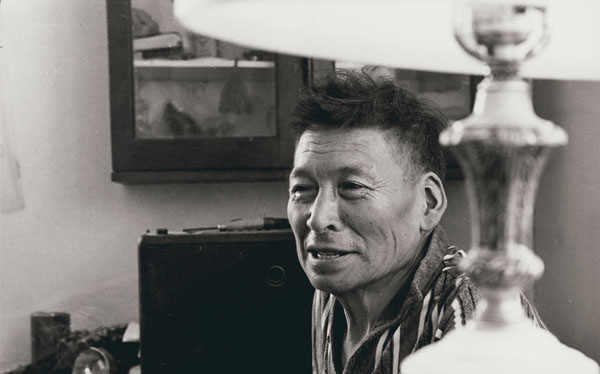
Peter Pitseolak (1902–1973), Tagebuchschreiber und Fotograf, zentral für die späte Geschichte der Baffininsel, 1968. Seine Fotosammlung befindet sich heute im McCord Stewart Museum in Montreal

Auf einer kleinen Insel westlich Iqaluit befindet sich der Qaummaarviit Territorial Park, auf dem etwa 3.000 Artefakte und 20.000 Wal- und Robbenknochen sowie Reste von elf Sodenhäusern, Steinringen und Zelten aus der Zeit der Thule-Kultur um 1200 gefunden wurden. Die Insel war damals offenbar dauerhaft zu allen Jahreszeiten besiedelt.
Nach dieser Zeit kam es 1576 und 1577 zu ersten Kontakten und Konflikten der Inuit im Südosten der Insel mit den Expeditionen des Engländers Martin Frobisher, der drei Inuit – ein Mann, eine Frau und ihr Kind – gewaltsam nach England verschleppte. Sie starben kurz nach ihrer Ankunft in England. Spuren dieser Expeditionen wurden in den 1860er Jahren an der Frobisher-Bucht von Charles Francis Hall gefunden.
Im 18. Jahrhundert entwickelten sich sporadische Handelskontakte zwischen Europäern und südlichen Baffininsel-Inuit. Nach 1820 begegneten Walfänger den Inuit auch im Norden der Insel. Der nun ständige Kontakt erhöhte die Abhängigkeit von europäischen Händlern. Nachdem der Walfang im 20. Jahrhundert reduziert wurde, gingen die Inuit zur Fuchsjagd über, um ihre Bedürfnisse durch den Pelzhandel zu decken.
In den 1950er Jahren kam es zu Zwangsumsiedlungen der Inuit nach Iqaluit.

## Gemeinden im Überblick
| Name                               | Bevölkerung Zensus 10. Mai 2011 | Koordinaten                  |
| ---------------------------------- | ------------------------------- | ---------------------------- |
| Iqaluit (Frobisher Bay)            | 6.699                           | 63° 44′ 55″ N, 68° 31′ 11″ W |
| Pond Inlet (Mittimatalik)          | 1.549                           | 72° 41′ 57″ N, 77° 57′ 53″ W |
| Pangnirtung (Panniqtuuq)           | 1.425                           | 66° 8′ 52″ N, 65° 41′ 58″ W  |
| Kinngait (ehemals Cape Dorset) 1)  | 1.363                           | 64° 13′ 48″ N, 76° 31′ 36″ W |
| Clyde River (Kanngiqtugaapik)      | 934                             | 70° 28′ 26″ N, 68° 35′ 10″ W |
| Arctic Bay (Ikpiarjuk)             | 823                             | 73° 2′ 11″ N, 85° 9′ 9″ W    |
| Qikiqtarjuaq (Broughton Island) 1) | 520                             | 67° 33′ 29″ N, 64° 1′ 29″ W  |
| Kimmirut (Lake Harbour)            | 455                             | 62° 50′ 53″ N, 69° 52′ 28″ W |

1) Die Siedlungen Kinngait und Qikiqtarjuaq liegen strenggenommen nicht auf der Baffininsel selber, sondern auf den küstennahen Nebeninseln Dorset Island und Broughton Island. Unter Berücksichtigung dieser Tatsache betrug die Gesamtbevölkerung der Baffininsel laut Volkszählung vom 10. Mai 2011 nicht 13.768, sondern nur 11.855.

## Fauna

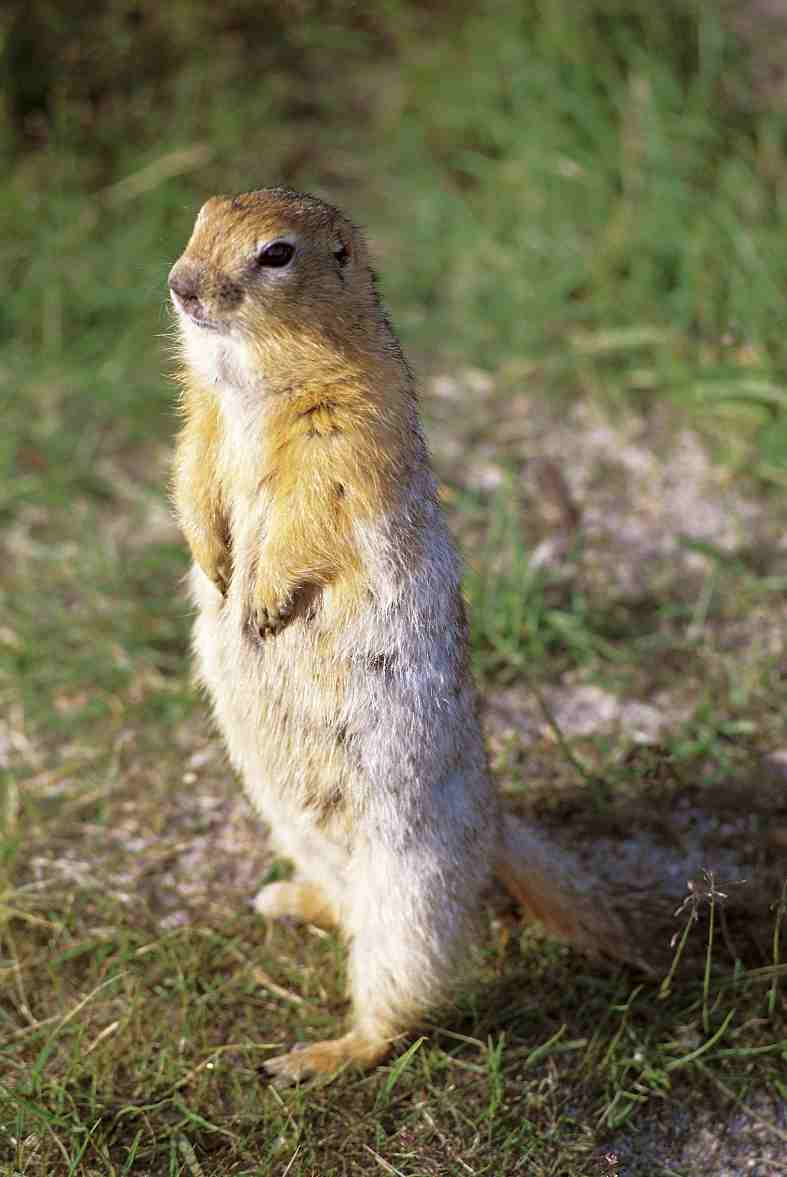
Arktisches Erdhörnchen (Inuktitut: Siksik)

Auf der Baffininsel ist eine Vielzahl arktischer Tierarten heimisch: vor allem der Eisbär, das Barrenland-Karibu, der Polarfuchs, der Polarhase und der Schneehase, ferner Wölfe, Hermeline, Wiesel, Erdhörnchen (Ziesel) und Lemminge.
An den Küsten der Insel leben viele Meeressäuger: der Grönlandwal, der Weißwal (Belugawal), der Narwal, verschiedene Robbenarten wie Ringelrobben, Bartrobben und Walrosse. An Fischen kommen in den Fjorden und Buchten vor allem Wandersaiblinge vor.
Während der Frühlings- und Sommerwochen zwischen Juni und August herrscht großer Reichtum an hier brütenden See- und Landvogelarten, darunter Greifvögel wie Gerfalken und Wanderfalken, Wasservögel wie Polarmöwen und Eismöwen, Eiderenten und Kanadagänse, außerdem auch Schneehühner, Spornammern und Schneeammern. Ganzjährig sind u. a. der Kolkrabe und die Schneeeule anzutreffen.

## Flora

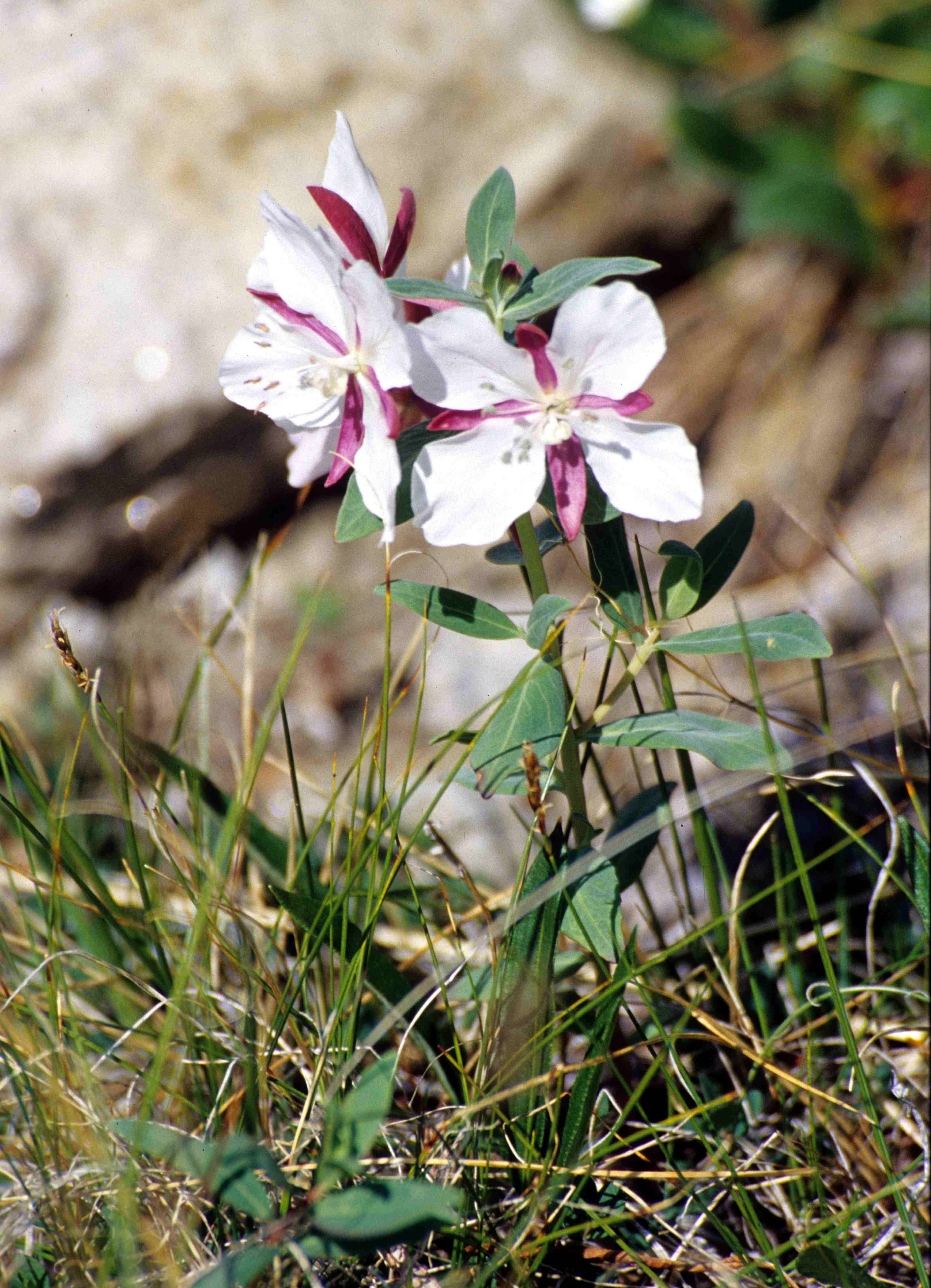
Weißblütiges Zwerg-Weidenröschen

Auf ehemaligen Gletschergründen haben sich Bodenkrumen gebildet, auf denen sich außer Flechten und Moosen auch Kissen von Stängellosem Leimkraut, einigen Steinbrechgewächsen, Arktischem Mohn und Silberwurz entwickelt haben. In Sandecken wachsen Grasbüschel und niedrige Sträucher wie Zwergbirken, Weidengewächse und Heidekrautgewächse. An den mit den üblichen Tundraböden versehenen Meeresbuchten und entlang den Küstenlinien gedeiht nahezu die ganze Arktische Flora und auch manche seltene Pflanzenart wie etwa eine weiß blühende Unterart des Zwerg-Weidenröschens; allein im Auyuittuq-Nationalpark wurden bislang 112 höhere Blütenpflanzenarten, 129 Moosarten und 97 verschiedene Flechten katalogisiert.

## Bodenschätze
Im Norden der Baffininsel wurden Vorkommen von Blei und Zink entdeckt (Bergbausiedlung Nanisivik; inzwischen aufgegeben).

## Tourismus
Auf der Baffininsel setzt allmählich der Ski-, Schneemobil-, Kletter- und Bootstourismus ein. Seit 2005 findet in Iqaluit jährlich Ende Juni das Alianait Arts Festival mit internationaler und lokaler Beteiligung statt. Es dient vor allem der Präsentation von Musik und Kunst der Inuit und wird als alkoholfreies und familienfreundliches Festival beworben.